# Brían F. O'Byrne
Brian Flynn O'Byrne (Mullagh (County Cavan), 16 mei 1967) is een Iers/Amerikaans acteur.

## Biografie
O'Byrne werd geboren in de plaats Mullagh, in de graafschap County Cavan (Ierland), maar leeft al meer dan twintig jaar in Amerika.
O'Byrne is getrouwd met actrice Heather Goldenhersh met wie hij twee dochters heeft.

## Filmografie

### Films
Uitgezonderd korte films.
- 2024 Conclave - als O'Malley
- 2024 TWIG - als Leon
- 2022 The Wonder - als John Flynn
- 2020 My Salinger Year - als Hugh
- 2020 Sergio - als Gil Loescher
- 2015 Exposed - als Quigg
- 2014 Jimmy's Hall - als O'Keefe
- 2014 Queen and Country - als RSM Digby
- 2013 Medeas – als Ennis
- 2011 Season of the Witch – als grootmeester
- 2009 The International – als de consultant
- 2009 Brooklyn's Finest – als Ronny Rosario
- 2007 Before the Devil Knows You're Dead – als Bobby
- 2007 No Reservations – als Sean
- 2006 Bug – als dr. Sweet
- 2005 The New World – als Lewes
- 2004 Million Dollar Baby – als pastoor Horvak
- 2004 The Blackwater Lightship – als Larry
- 2003 Easy – als Mick McCabe
- 2003 Intermission – als Mick
- 2001 Mapmaker – als Richie Markey
- 2001 Bandits – als Darill Miller
- 2001 Disco Pigs – als Gerry
- 2001 The Grey Zone – als ondervrager van Gestapo
- 2000 An Everlasting Piece – als George
- 1997 The Fifth Province – als Timmy
- 1997 The Last Bus Home – als Jessop

### Televisieseries
Uitgezonderd eenmalige gastrollen.
- 2023 Three Women - als Mark Wilkin - 5 afl.
- 2020 Lincoln Rhyme: Hunt for the Bone Collector - als The Bone Collector - 10 afl.
- 2019 Hatton Garden - als Basil - 4 afl.
- 2016 - 2019 The Magicians - als Mayakovsky - 4 afl.
- 2018 Nightflyers -  als Auggie - 10 afl.
- 2017 Manhunt: Unabomber - als Frank McAlpine - 6 afl.
- 2017 Little Boy Blue - als Steve Jones - 4 afl.
- 2017 Mercy Street - als Allan Pinkerton - 5 afl.
- 2017 Hatton Garden - als Basil - 4 afl.
- 2015 -2016 Aquarius - als Ken Karn - 22 afl.
- 2015 Saints & Strangers - als John Billington sr. - 2 afl.
- 2015 The Bastard Executioner - als Baron Ventris - 3 afl.
- 2015 The Last Ship - als Sean - 8 afl.
- 2013 - 2014 Love/Hate - als Mick Moynihan - 11 afl.
- 2011 – 2012 Prime Suspect – als rechercheur Reg Duffy – 13 afl.
- 2011 Mildred Pierce – als Bert Pierce – 5 afl.
- 2009 – 2010 FlashForward – als Aaron Stark – 22 afl.
- 2007 – 2008 Brotherhood – als Colin – 18 afl.
- 2001 Oz – als Padraic Connelly – 3 afl.
- 1998 Amongst Women – als Luke – 2 afl.

## Theaterwerk opBroadway
- 2014 Outside Mullingar - als Anthony Reilly
- 2007 The Coast of Utopia [Part 3 – Salvage] – als Alexander Herzen
- 2006 – 2007 The Coast of Utopia [Part 2 – Shipwreck] – als Alexander Herzen
- 2006 – 2007 The Coast of Utopia [Part 1 – Voyage] – als Alexander Herzen
- 2006 Shining City – als Ian
- 2005 – 2006 Doubt – als pastoor Flynn (winnaar van Drama Desk Award)
- 2004 Frozen – als Ralph (winnaar van Tony Award)
- 1999 The Lonesome West – als Valene Conner
- 1998 – 1999 The Beauty Queen of Leenane – als Pato Dooley
- 1993 – 1994 The Sisters Rosenweig – als Tom Valiunus (understudy)